# Nuraghe Su Nuraxi
Nuraghe Su Nuraxi i Barumini är från 500 f.Kr. och med på Unescos världsarvslista.
En Nuraghe är ett typiskt arkeologiskt monument på Sardinien. Det är torn som är över 20 meter höga. Det är inte klarlagt när de byggdes men de flesta är förmodligen byggda på 1700-talet f.Kr. till 1400. Det finns några som är daterade från 2500-talet f.Kr. och möjligheten är att de kan vara betydligt äldre än så eftersom arkeologiska utgrävningar har skett i mycket liten skala på Sardinien. Av 30 000 stycken finns idag 8 000 kvar. En genomförd kol-14-datering visar att en del av världsarvet daterar sig till 1478 f.Kr.
Det skyddade området är 2,3 hektar stort och omges av en buffertzon på 3,9 hektar.

## Bildgalleri

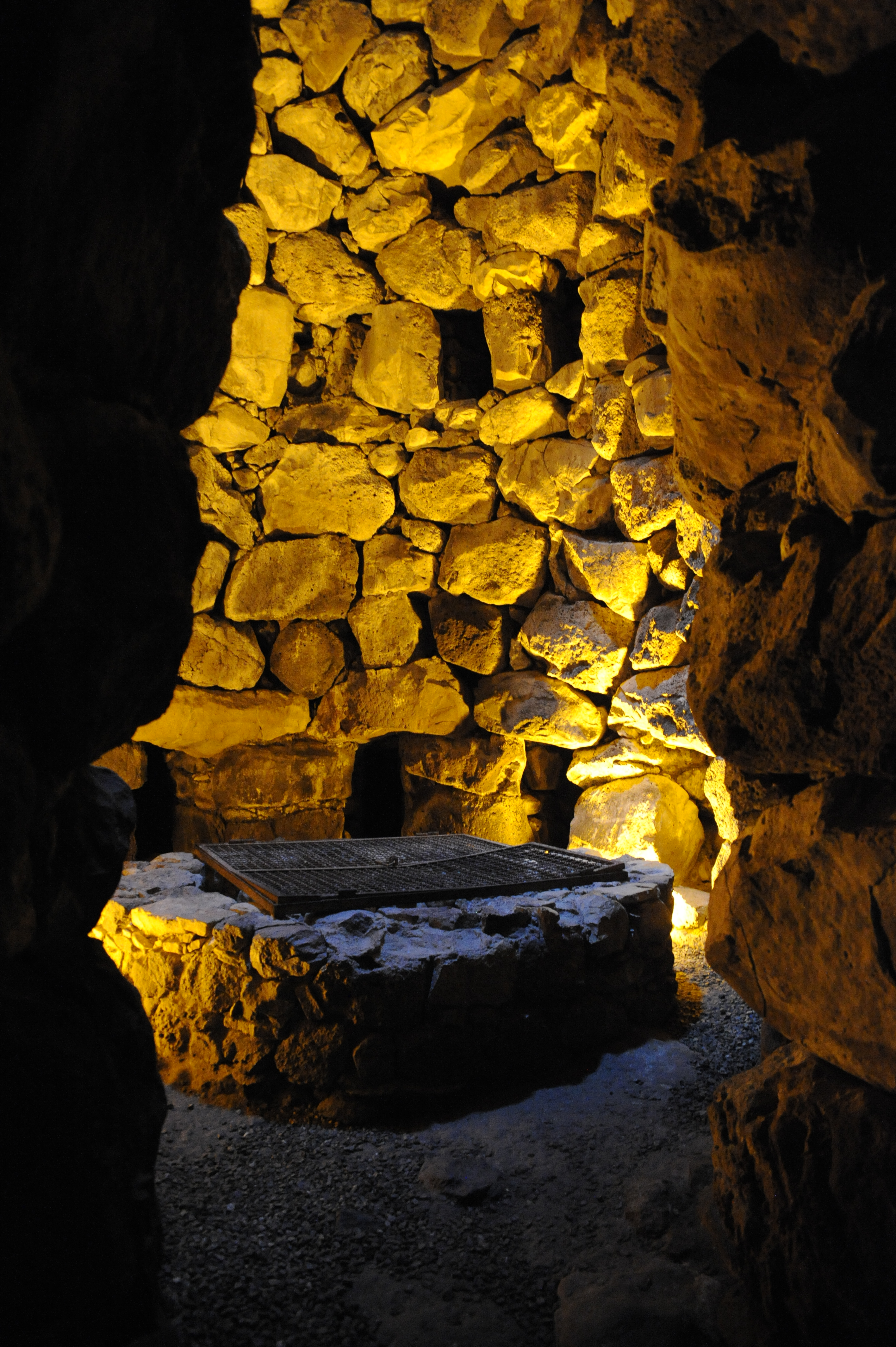
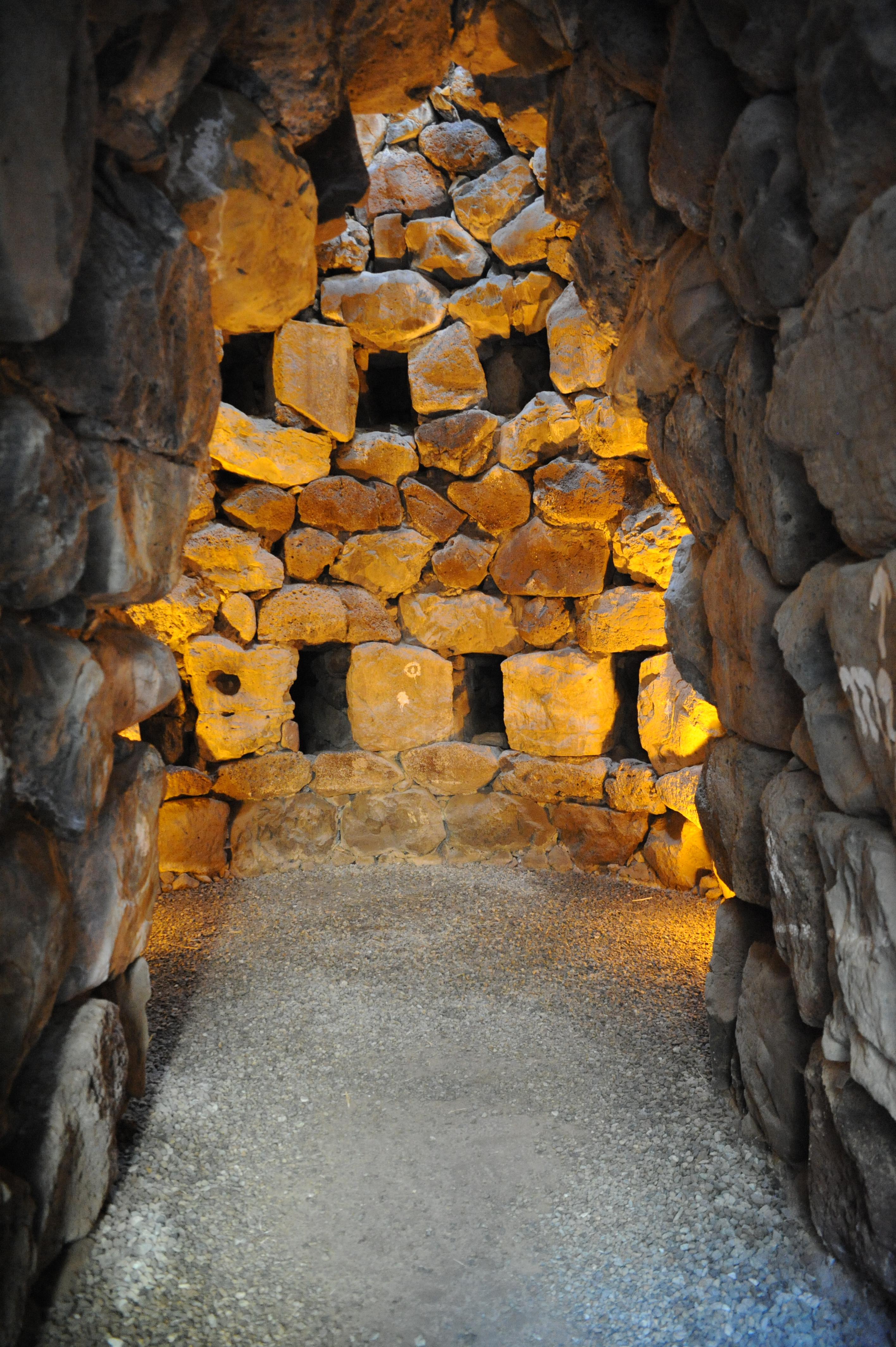
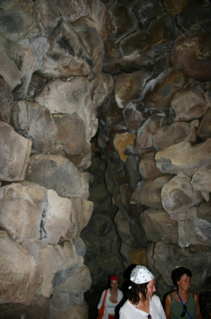
Su Nuraxi, på väg från centrumtornet till det östra tornet.
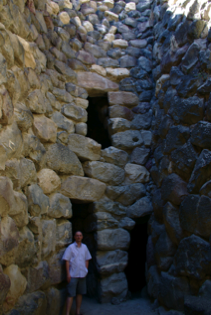
Su Nuraxi. Inne i centrumtornet. Mannen på bilden är 180 cm lång.
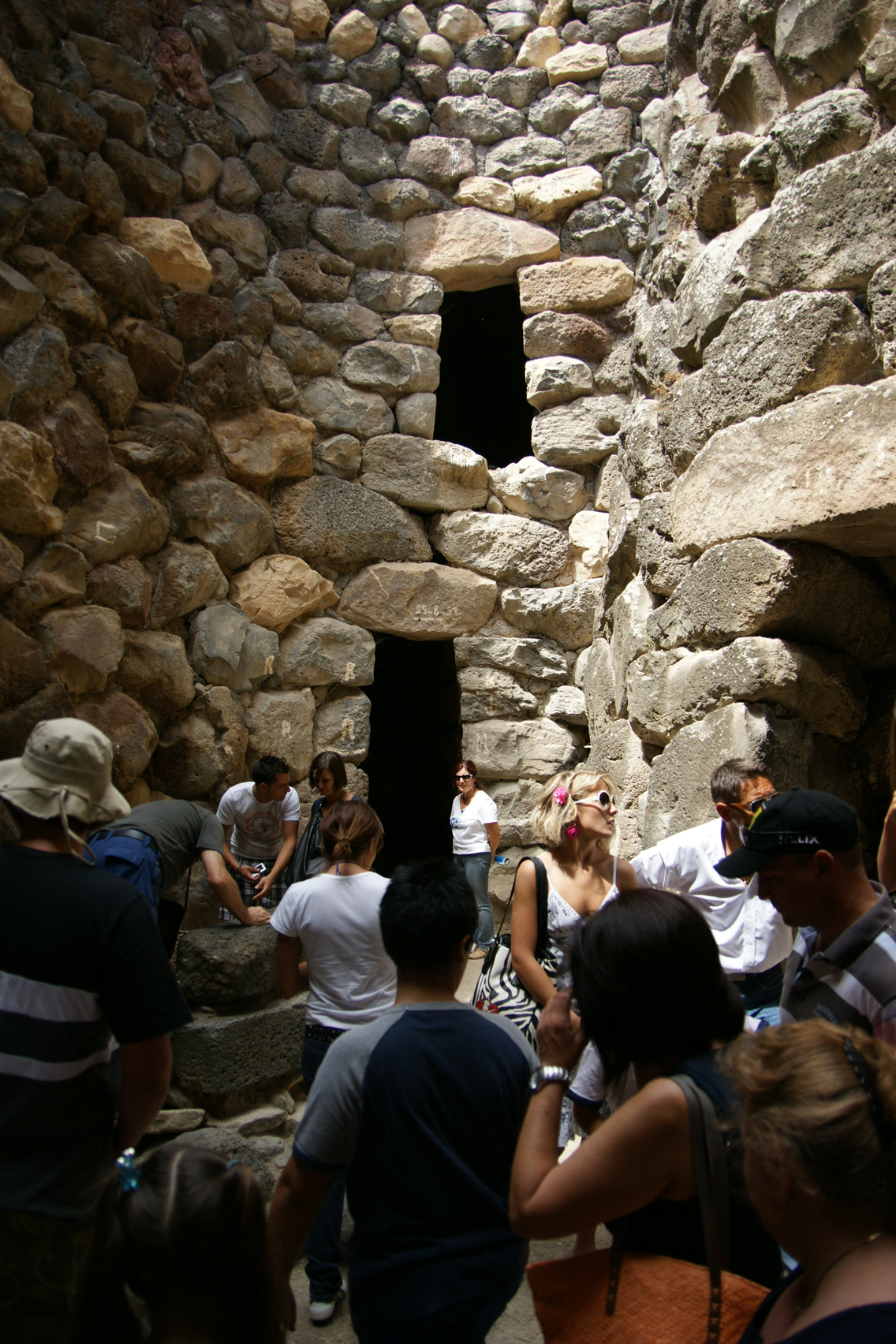
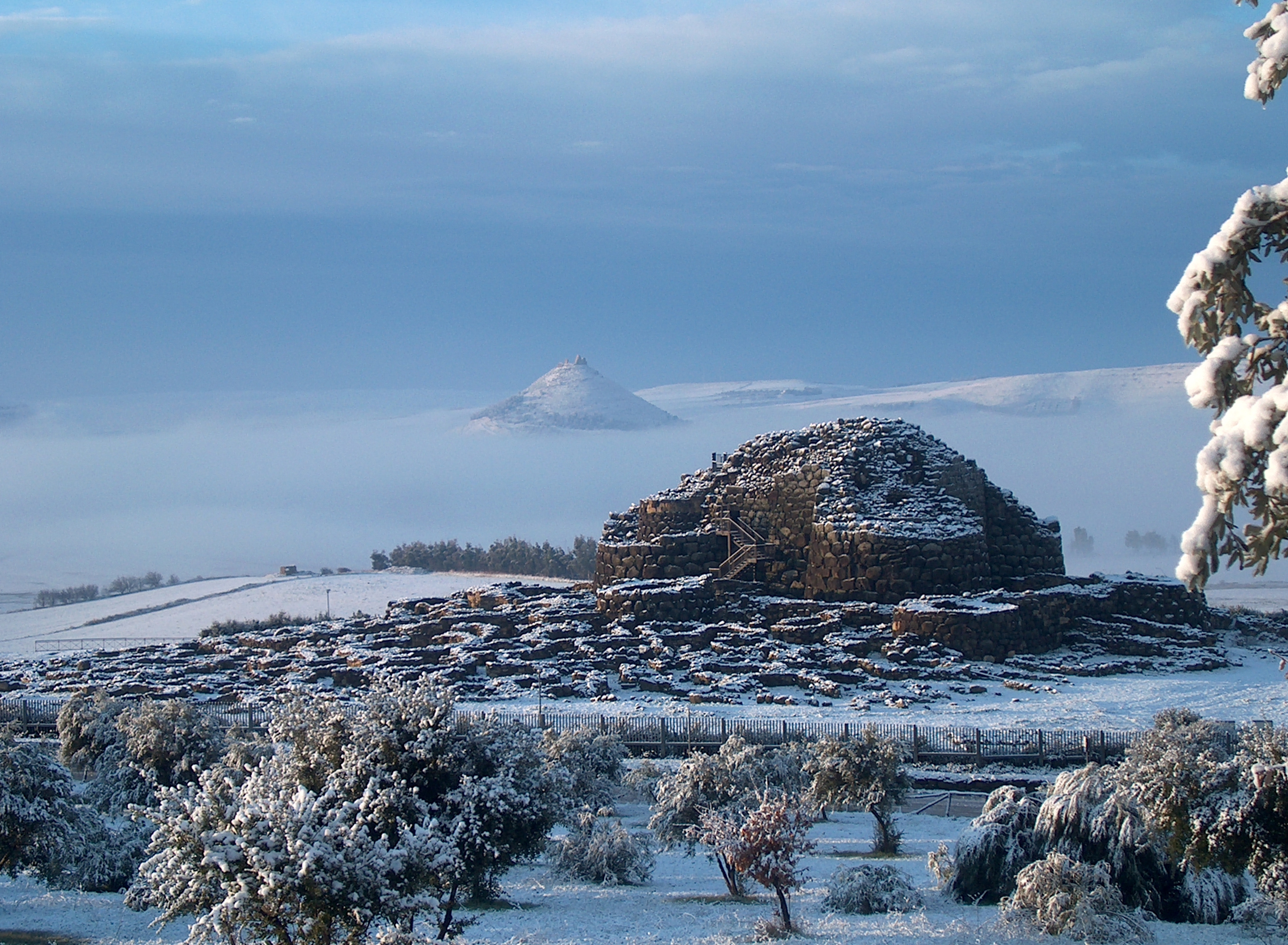
Su Nuraxi i vinterskrud.